# Драчово (Дмитровський міський округ)
Драчо́во (рос. Драчёво) — присілок у складі Дмитровського міського округу Московської області, Росія.

## Населення
Населення — 41 особа (2010; 47 у 2002).
Національний склад (станом на 2002 рік):
- росіяни — 94 %